# Ferdinando Trambaiolo
Ferdinando Trambaiolo, meglio noto come Nando (Rovigo, 12 ottobre 1914 – Roma, 9 agosto 1973), è stato un umanista italiano.

## Biografia
Di professione avvocato, nel 1939 ha pubblicato i suoi testi poetici su Il Frontespizio, rivista letteraria edita da Vallecchi a Firenze. Successivamente, fra il 1939 e il 1940 alcune sue poesie (Promessa sposa, Madrigale, La luna nel pozzo, Neve, Primo amore) sono comparse sul Meridiano di Roma - l'Italia letteraria, artistica, scientifica, rivista ufficiale del regime fascista diretta da Curzio Malaparte con Giacomo Debenedetti. Ha pubblicato alcune liriche anche su L'Eroica, rivista letteraria fondata e diretta da Ettore Cozzani.